# Mustapha Khaznadar
Mustapha Khaznadar (Kardamyla, 1817 – Tunisi, 26 luglio 1879) è stato un politico ottomano, di origini greche, nonché Gran Visir di Tunisia dal 1837 al 22 ottobre 1873.

## Biografia

### I primi anni
Mustapha Khaznadar nacque in Grecia col nome di Georgios Kalkias Stravelakis sull'isola di Chio nel 1817. Nel gennaio del 1822, i greci di Chio dichiararono la loro indipendenza dall'Impero ottomano e il sultano turco inviò ben presto un esercito di 10.000 uomini sull'isola di Chio ove circa 20.000 abitanti vennero massacrati e molte donne e bambini tratti in schiavitù. Durante il Massacro di Chio, il padre di Georgios, Stephanis Kalkias Stravelakis venne ucciso, e lo stesso Georgios assieme a suo fratello Yannis vennero catturati dai turchi e venduti come schiavi. Egli venne portato dapprima a Smirne e poi a Costantinopoli dove venne acquistato da un inviato della dinastia degli husainidi che erano bey a Tunisi e di origini greche.

### La conversione religiosa e la carriera politica
Stravelakis come schiavo venne convertito all'Islam e ricevette il nome di Mustafa. Il "cognome"  Khaznadar è derivato dal termine turco per definire un tesoriere statale. Venne cresciuto dalla famiglia di Mustapha Bey, e poi da suo figlio Ahmad I quando ancora questi era principe ereditario. Inizialmente egli lavorò come tesoriere privato del principe per poi divenire tesoriere ufficiale di Ahmad I quando divenne bey. Fu Ahmad I tra l'altro a nominarlo suo Gran Visir (primo ministro) nel 1837, carica che mantenne per i successivi quarant'anni. In breve tempo Mustafa era riuscito a scalare le vette più alte della società tunisina ed a sposare una principessa, Lalla Kalthoum nel 1839, venendo promosso tenente generale dell'esercito tunisino e nominato bey nel 1840 e poi presidente del Gran Consiglio dal 1862 al 1878. Nel 1864, Mustapha Khaznadar già primo ministro tentò di spremere ulteriormente i contadini tunisini con nuove tasse a favore del governo, ma la popolazione rurale si ribellò con una rivolta che quasi minacciò di rovesciare il regime, ma che venne repressa duramente nel sangue. Mustafa Khaznadar mantenne sempre memoria delle proprie origini greche oltre a tenere contatti coi suoi nipoti, inviando a loro grandi somme di denaro per consentire loro di studiare a Parigi.
Khaznadar morì nel 1878 e venne sepolto nel mausoleo di Tourbet El Bey, nel cuore di Tunisi.